# Фаустово (Курская область)
Фаустово — деревня в Курчатовском районе Курской области. Входит в Костельцевский сельсовет.

## География
Деревня находится в бассейне реки Ломна, в 33 км к северо-западу от Курска, в 12,5 км севернее районного центра — города Курчатов, в 12,5 км от центра сельсовета – села Костельцево.
Климат
Фаустово, как и весь район, расположено в поясе умеренно континентального климата с тёплым летом и относительно тёплой зимой (Dfb в классификации Кёппена).

## Население
| 2002 | 2010 |
| ---- | ---- |
| 6    | ↘5   |

## Инфраструктура
Личное подсобное хозяйство. В деревне 8 домов.

## Транспорт
Фаустово находится в 25,5 км от федеральной автодороги М2 «Крым», в 10,5 км от автодороги регионального значения 38К-017 (Курск – Льгов – Рыльск – граница с Украиной), в 0,5 км от автодороги межмуниципального значения 38Н-575 (Сейм – Мосолово – Нижнее Сосково), в 12 км от ближайшего ж/д остановочного пункта 433 км (линия Льгов I — Курск).

## Достопримечательности
- Лесные насаждения[8]